# Estación de Gaintxurizketa
Gaintxurizketa es una estación ferroviaria situada en las afueras del municipio español de Lezo (Guipúzcoa), en una zona rural, que pertenece a la empresa pública Euskal Trenbide Sarea, dependiente del Gobierno Vasco. Da servicio a la línea del metro de San Sebastián del operador Euskotren Trena, denominada popularmente el Topo.
Es la única estación en el municipio.

## Accesos
- Valle de Recalde
- GI-636